# Pseudoplectania nigrella
Pseudoplectania nigrella, comúnmente conocida como copa de ébano, falsa plectania negra o copa negra peluda, es una especie de hongo de la familia Sarcosomataceae. Los cuerpos fructíferos de este hongo sapróbico son pequeñas copas negruzcas, normalmente de hasta 2 cm (3⁄4 in) de ancho.
P. nigrella tiene una distribución mundial y se ha encontrado en Norteamérica, el Caribe, Eurasia, Madagascar y Nueva Zelanda. Crece en grupos en el suelo o en madera musgosa en descomposición, a menudo entre agujas de pino. El hongo produce un compuesto químico único, la plectasina, que ha despertado el interés de los investigadores por su capacidad para inhibir el crecimiento de la bacteria patógena humana común Streptococcus pneumoniae.

## Taxonomía
Christian Hendrik Persoon nombró a la especie Peziza nigrella en su Systema Mycologia en 1801, y fue sancionada con este nombre en el Systema Mycologicum de Elias Magnus Fries en 1821. En 1870, el micólogo alemán Fuckel la transfirió a su nuevo género Pseudoplectania y la convirtió en la especie tipo. Posteriormente, Friedrich August Hazslinszky von Hazslin colocó la especie en Crouania, y Petter Karsten (1885) en Plectania, pero ninguna de las dos colocaciones se considera correcta.
El hongo se conoce comúnmente como «copa de ébano», «falsa plectania negra», o «copa negra peluda».

## Descripción

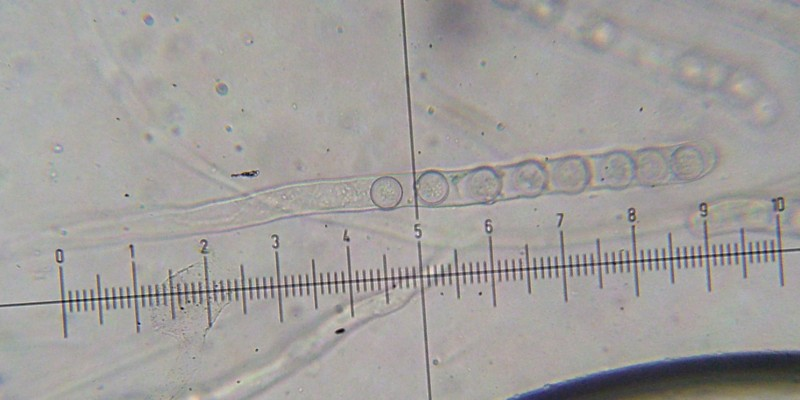
Ascos con esporas

Los cuerpos fructíferos (técnicamente llamados apotecios) suelen crecer en grupos, o a veces muy juntos, con pequeños tallos o sin ellos por completo. Al principio, los cuerpos fructíferos son cerrados y aproximadamente esféricos, pero a medida que se desarrollan se expanden hasta adquirir forma de copa, o casi plana. La superficie interior de las copas contiene la capa reproductora de esporas o himenio, de color negro parduzco, con un borde a menudo ondulado y ligeramente curvado hacia dentro y cubierto de finos pelos. Las copas pueden alcanzar hasta 2 cm (3⁄4 pulg.) de diámetro. Los pelos son largos pero suelen estar estrechamente enrollados y retorcidos, lo que da al exterior del capuchón un aspecto ligeramente tomentoso de grosor casi uniforme. Son de color marrón pálido y miden entre 4 y 6 μm de diámetro. El hongo no tiene sabor ni olor característicos y se considera incomestible.
Los ascos son aproximadamente cilíndricos con una base larga en forma de tallo; el asco completo suele tener una longitud de 300-325 μm y un diámetro de unos 15 μm en el punto más grueso. Las esporas son redondas, lisas, translúcidas (hialinas) y tienen diámetros de unos 12-14 μm. Están llenas de muchas gotitas pequeñas de aceite. Las paráfisis (hifas filamentosas estériles en el himenio) están agrandadas en sus puntas y llenas de materia de color marrón, de unos 4 μm de grosor.

### Especies similares
Pseudoplectania sphagnophila se parece a P. nigrella, pero tiene un cuerpo fructífero más profundo y persistente en forma de copa, un tallo corto pero distinto, y sólo crece entre musgo esfagno. Plectania melastoma tiene esporas elípticas a fusiformes que miden 20-28 por 8-12 μm, mientras que Pseudoplectania milleri tiene esporas elípticas, y el margen de sus copas tiene puntas en forma de estrella.
Bulgaria inquinans pueden parecer similares, pero la parte superior tiende a aplanarse en la madurez y la parte exterior puede ser de color marrón más claro.

## Distribución y hábitat
P. nigrella tiene una distribución mundial y se ha encontrado en Norteamérica, el Caribe, Europa, India, Madagascar, Nueva Zelanda, Israel, y Japón.
Esta especie es sapróbica y se encuentra creciendo en grupos en el suelo o en madera en descomposición cubierta de musgo, especialmente entre agujas de pino caídas. En Norteamérica, los cuerpos fructíferos aparecen en primavera y verano, y son bastante comunes; en Gran Bretaña, el hongo fructifica desde el invierno hasta la primavera, y es raro. Su pequeño tamaño y su color oscuro hacen que sea fácil pasarlo por alto.

## Investigación

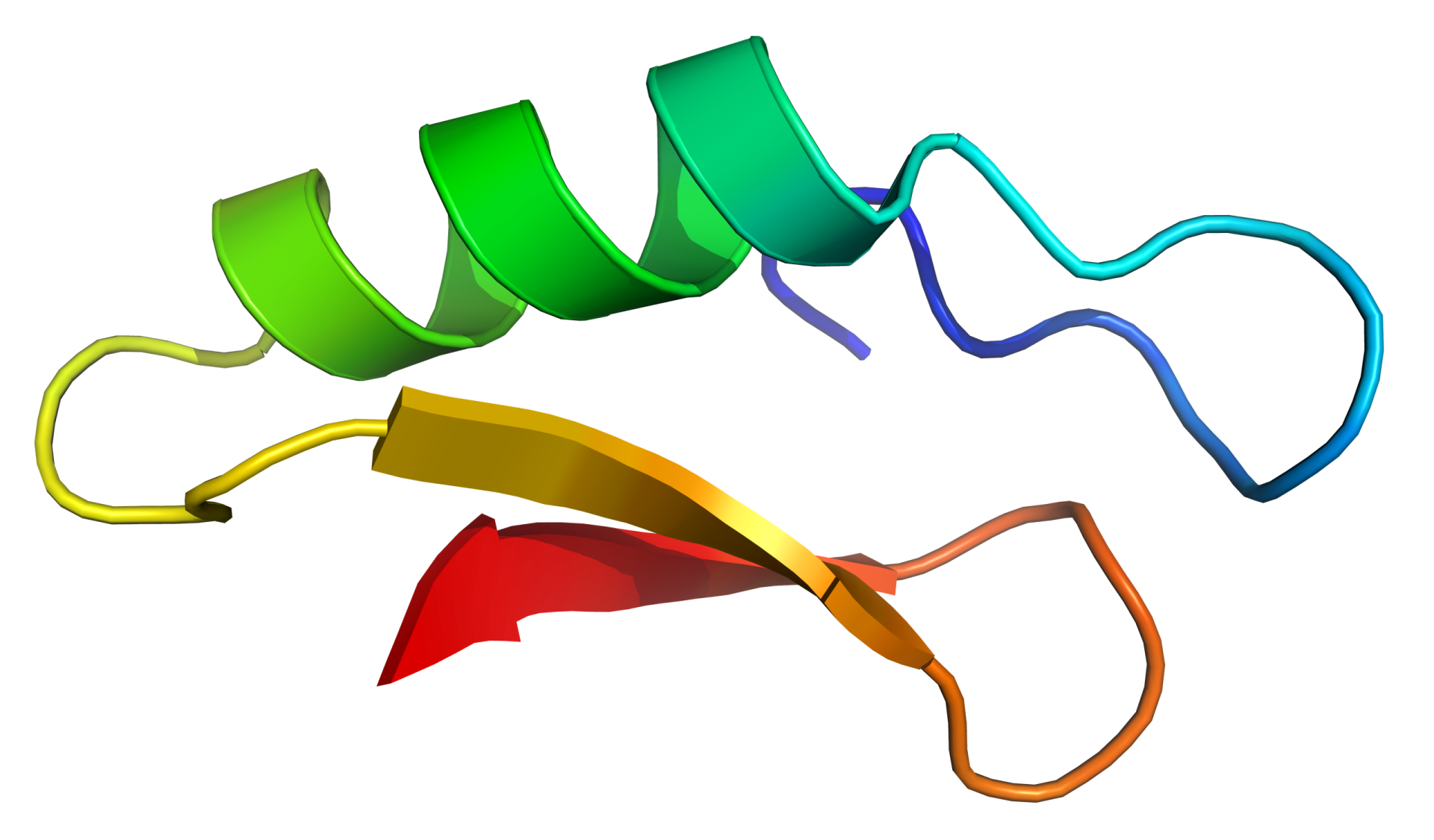
Diagrama de cinta de plectasina. De PDB: 3E7R.

Las defensinas son antibióticos formados por péptidos que suelen encontrarse en animales y plantas superiores. La plectasina, presente en P. nigrella, es la primera defensina aislada de un hongo y tiene una estructura química parecida a la de las defensinas de arañas, escorpiones, libélulas y mejillones. En general, las defensinas tienen puntos en común en su estructura molecular, como cisteínas en el péptido estabilizadas con enlaces disulfuro. En particular, las defensinas de P. nigrella, invertebrados y plantas comparten una conformación que se ha denominado motivo CSαβ. En pruebas de laboratorio, la plectasina resultó especialmente activa en la inhibición del crecimiento del patógeno humano común Streptococcus pneumoniae, incluidas cepas resistentes a los antibióticos convencionales. La plectasina tiene una toxicidad baja en ratones, y los curó de peritonitis y neumonía causadas por S. pneumoniae con la misma eficacia que la vancomicina y la penicilina, lo que sugiere que puede tener potencial terapéutico. En 2010, científicos chinos anunciaron un método para la producción de alto nivel de plectasina utilizando E. coli transgénica.